# 沖縄石川テレビ中継局
沖縄石川テレビ中継局（おきなわいしかわテレビちゅうけいきょく）は沖縄県うるま市石川（旧石川市）東山本町にあるテレビの中継局。略して「石川テレビ中継局」と呼ばれることもある。
なお、本項では国頭郡恩納村仲泊に置かれている恩納テレビ中継局及び恩納村に設置されている難視聴対策中継局の「恩納SHV」・「太田SHV」・「赤崎SHV」・「南恩納SHV」・「宇加地SHV」についても併せて記述する。

## 概要
地形的関係から豊見城市の親局からの受信がよくない石川市街地をカバーするために1975年にNHK沖縄放送局が設置。その後1981年に琉球放送（RBC）沖縄テレビ放送（OTV）の民放2局が同時開局。1995年には琉球朝日放送（QAB）が開局と同時に設置された。出力は長らく1W（音声250mW）だったが、2001年に近くに恩納中継局が3Wで開局したのをうけて、現在の3W（音声750mW）に増力した。
放送エリアはうるま市の旧石川市の中心部（沿岸部）と金武町屋嘉の一部（市町境）となっている。
沖縄自動車道石川インターチェンジに近く、同自動車道本線からでも当中継局の鉄塔が見える（石川ICよりも本線からのほうがはるかに近い）。
2008年12月1日より地上デジタルテレビジョン放送が開始された。沖縄本島中部のテレビ中継局では初の地上デジタル放送の中継局設置となった。

## 沖縄石川テレビ中継局

### デジタルテレビ放送
| ID | 放送局名           | 物理 チャンネル | 空中線 電力 | ERP  | 偏波面   | 放送対象地域 | 放送区域 内世帯数 | 運用開始日      |
| -- | ------------------ | --------------- | ----------- | ---- | -------- | ------------ | ----------------- | --------------- |
| 1  | NHK 沖縄総合       | 36              | 300mW       | 2.3W | 水平偏波 | 沖縄県       | 7,182世帯         | 2008年 >12月1日 |
| 2  | NHK 沖縄教育       | 25              | 300mW       | 2.3W | 水平偏波 | 全国         | 7,182世帯         | 2008年 >12月1日 |
| 3  | RBC 琉球放送       | 30              | 300mW       | 2.3W | 水平偏波 | 沖縄県       | 7,182世帯         | 2008年 >12月1日 |
| 5  | QAB 琉球朝日放送   | 33              | 300mW       | 2.3W | 水平偏波 | 沖縄県       | 7,182世帯         | 2008年 >12月1日 |
| 8  | OTV 沖縄テレビ放送 | 31              | 300mW       | 2.3W | 水平偏波 | 沖縄県       | 7,182世帯         | 2008年 >12月1日 |

- 所在地： うるま市石川東山本町
- 放送区域： うるま市、金武町の各一部
- 2008年10月3日に予備免許が交付され[1]、11月中に試験放送を実施、11月28日に免許が交付され[2]、12月1日に本放送を開始した。

### アナログテレビ放送
| チャンネル 番号 | 放送局名           | 空中線 電力       | ERP               | 偏波面   | 放送対象地域 | 放送区域 内世帯数 | 運用開始日      |
| --------------- | ------------------ | ----------------- | ----------------- | -------- | ------------ | ----------------- | --------------- |
| 53              | QAB 琉球朝日放送   | 映像3W/ 音声750mW | 映像29W/ 音声7.2W | 水平偏波 | 沖縄県       | 約5,400世帯       | 1995年 10月1日  |
| 56              | OTV 沖縄テレビ放送 | 映像3W/ 音声750mW | 映像29W/ 音声7.2W | 水平偏波 | 沖縄県       | 約5,400世帯       | 1982年 3月27日  |
| 58              | RBC 琉球放送       | 映像3W/ 音声750mW | 映像29W/ 音声7.2W | 水平偏波 | 沖縄県       | 約5,400世帯       | 1982年 3月27日  |
| 60              | NHK 沖縄総合       | 映像3W/ 音声750mW | 映像29W/ 音声7.2W | 水平偏波 | 沖縄県       | 約5,400世帯       | 1975年 12月25日 |
| 62              | NHK 沖縄教育       | 映像3W/ 音声750mW | 映像29W/ 音声7.2W | 水平偏波 | 全国         | 約5,400世帯       | 1975年 12月25日 |

- 所在地： デジタルテレビ放送に同じ
- 開局当時は映像1W/音声250mWだった[6]。
- 2011年7月24日をもってすべて廃止された。

## 恩納テレビ中継局

### デジタルテレビ放送
| リモコン キーID | 放送局名           | チャンネル 番号 | 空中線 電力 | ERP  | 偏波面   | 放送対象地域 | 放送区域 内世帯数 | 運用開始日     |
| --------------- | ------------------ | --------------- | ----------- | ---- | -------- | ------------ | ----------------- | -------------- |
| 1               | NHK 沖縄総合       | 19              | 300mW       | 2.2W | 水平偏波 | 沖縄県       | 1,466世帯         | 2010年 12月1日 |
| 2               | NHK 沖縄教育       | 25              | 300mW       | 2.1W | 水平偏波 | 全国         | 1,466世帯         | 2010年 12月1日 |
| 3               | RBC 琉球放送       | 30              | 300mW       | 2.1W | 水平偏波 | 沖縄県       | 1,466世帯         | 2010年 12月1日 |
| 5               | QAB 琉球朝日放送   | 23              | 300mW       | 2.1W | 水平偏波 | 沖縄県       | 1,466世帯         | 2010年 12月1日 |
| 8               | OTV 沖縄テレビ放送 | 21              | 300mW       | 2.1W | 水平偏波 | 沖縄県       | 1,466世帯         | 2010年 12月1日 |

- 所在地： 恩納村字仲泊岳下原2370番の3
- 放送区域： 恩納村の一部[7][8]
- 2010年10月19日に予備免許が交付され[7]、10月下旬に試験放送を開始、11月30日に本免許が交付され[9]、12月1日に本放送を開始した。

### アナログテレビ放送
| チャンネル 番号 | 放送局名           | 空中線 電力       | ERP               | 偏波面   | 放送対象地域 | 放送区域 内世帯数 | 運用開始日     |
| --------------- | ------------------ | ----------------- | ----------------- | -------- | ------------ | ----------------- | -------------- |
| 35              | QAB 琉球朝日放送   | 映像3W/ 音声750mW | 映像27W/ 音声6.8W | 水平偏波 | 沖縄県       | 約1,350世帯       | 2001年 3月29日 |
| 37              | OTV 沖縄テレビ放送 | 映像3W/ 音声750mW | 映像27W/ 音声6.8W | 水平偏波 | 沖縄県       | 約1,350世帯       | 2001年 3月29日 |
| 39              | RBC 琉球放送       | 映像3W/ 音声750mW | 映像27W/ 音声6.8W | 水平偏波 | 沖縄県       | 約1,350世帯       | 2001年 3月29日 |
| 41              | NHK 沖縄総合       | 映像3W/ 音声750mW | 映像27W/ 音声6.8W | 水平偏波 | 沖縄県       | 約1,350世帯       | 2001年 3月29日 |
| 43              | NHK 沖縄教育       | 映像3W/ 音声750mW | 映像27W/ 音声6.8W | 水平偏波 | 全国         | 約1,350世帯       | 2001年 3月29日 |

- 所在地： デジタルテレビ放送に同じ[10]
- 放送区域： 恩納村仲泊、前兼久、真栄田地区等[10]
- 2001年1月24日に予備免許交付[11]、3月26日に本免許が交付され[12]、3月29日に本放送を開始した。
- 恩納村では豊見城市にある親局よりも今帰仁村の乙羽岳にある今帰仁テレビ・FM中継局を受信するところが多かったが、仲泊など村南部では同中継局から遠く、地形的関係から親局の受信状態もよくないため、沖縄米軍基地所在市町村に関する懇談会（島田懇談会）による関連事業（沖縄本島北部地域難視聴解消事業）の一環として設置された[10]。沖縄県内におけるアナログテレビ放送の新規中継局開設としては最後となった。
- 2011年7月24日をもってすべて廃止された。

## 受信障害対策中継局（ギャップフィラー）

### デジタルテレビ放送
| リモコン キーID                      | 放送局名                             | チャンネル 番号                      | 空中線 電力                          | ERP                                          | 偏波面                               | 放送対象地域                         | 放送区域 内世帯数                                         | 運用開始日                           |
| 恩納SHV・太田SHV・赤崎SHV・南恩納SHV | 恩納SHV・太田SHV・赤崎SHV・南恩納SHV | 恩納SHV・太田SHV・赤崎SHV・南恩納SHV | 恩納SHV・太田SHV・赤崎SHV・南恩納SHV | 恩納SHV・太田SHV・赤崎SHV・南恩納SHV         | 恩納SHV・太田SHV・赤崎SHV・南恩納SHV | 恩納SHV・太田SHV・赤崎SHV・南恩納SHV | 恩納SHV・太田SHV・赤崎SHV・南恩納SHV                      | 恩納SHV・太田SHV・赤崎SHV・南恩納SHV |
| ------------------------------------ | ------------------------------------ | ------------------------------------ | ------------------------------------ | -------------------------------------------- | ------------------------------------ | ------------------------------------ | --------------------------------------------------------- | ------------------------------------ |
| 1                                    | NHK 沖縄総合                         | 19                                   | 10mW                                 | 10mW、29mW、 30mW、91mW どの局が何mWかは未詳 | 垂直偏波                             | 沖縄県                               | 恩納 約75世帯 太田 約80世帯 赤崎 約55世帯 南恩納 約90世帯 | 2011年 2月28日                       |
| 2                                    | NHK 沖縄教育                         | 25                                   | 10mW                                 | 10mW、29mW、 30mW、91mW どの局が何mWかは未詳 | 垂直偏波                             | 全国                                 | 恩納 約75世帯 太田 約80世帯 赤崎 約55世帯 南恩納 約90世帯 | 2011年 2月28日                       |
| 3                                    | RBC 琉球放送                         | 30                                   | 10mW                                 | 10mW、29mW、 30mW、91mW どの局が何mWかは未詳 | 垂直偏波                             | 沖縄県                               | 恩納 約75世帯 太田 約80世帯 赤崎 約55世帯 南恩納 約90世帯 | 2011年 2月28日                       |
| 5                                    | QAB 琉球朝日放送                     | 23                                   | 10mW                                 | 10mW、29mW、 30mW、91mW どの局が何mWかは未詳 | 垂直偏波                             | 沖縄県                               | 恩納 約75世帯 太田 約80世帯 赤崎 約55世帯 南恩納 約90世帯 | 2011年 2月28日                       |
| 8                                    | OTV 沖縄テレビ放送                   | 21                                   | 10mW                                 | 10mW、29mW、 30mW、91mW どの局が何mWかは未詳 | 垂直偏波                             | 沖縄県                               | 恩納 約75世帯 太田 約80世帯 赤崎 約55世帯 南恩納 約90世帯 | 2011年 2月28日                       |

- 免許人： 恩納村
- 所在地： 恩納SHV: 恩納村恩納2451（恩納村役場内構内）、太田SHV: 太田地区、赤崎SHV: 赤崎地区、南恩納SHV: 南恩納地区[14]
- 放送区域: 恩納村の一部
- 2011年2月4日に本免許が交付され[14]、2月28日に運用を開始した。
- 難視聴対策中継局は、沖縄県内で最初の「ギャップフィラー」方式による中継局となった。

| リモコン キーID | 放送局名           | チャンネル 番号 | 空中線 電力 | ERP       | 偏波面    | 放送対象地域 | 放送区域 内世帯数 | 運用開始日     |
| 宇加地SHV       | 宇加地SHV          | 宇加地SHV       | 宇加地SHV   | 宇加地SHV | 宇加地SHV | 宇加地SHV    | 宇加地SHV         | 宇加地SHV      |
| --------------- | ------------------ | --------------- | ----------- | --------- | --------- | ------------ | ----------------- | -------------- |
| 1               | NHK 沖縄総合       | 43              | 50mW        | 145mW     | 水平偏波  | 沖縄県       | -                 | 2012年 5月22日 |
| 2               | NHK 沖縄教育       | 35              | 50mW        | 145mW     | 水平偏波  | 全国         | -                 | 2012年 5月22日 |
| 3               | RBC 琉球放送       | 37              | 50mW        | 145mW     | 水平偏波  | 沖縄県       | -                 | 2012年 5月22日 |
| 5               | QAB 琉球朝日放送   | 41              | 50mW        | 145mW     | 水平偏波  | 沖縄県       | -                 | 2012年 5月22日 |
| 8               | OTV 沖縄テレビ放送 | 39              | 50mW        | 145mW     | 水平偏波  | 沖縄県       | -                 | 2012年 5月22日 |

- 免許人： 恩納村
- 所在地： 宇加地SHV: 恩納村宇加地地区[15]
- 放送区域： 恩納村の一部[15]
- 2012年4月5日に本免許が交付され[16]、5月22日に運用を開始した[15]。